# Desmacella vagabunda
Desmacella vagabunda är en svampdjursart som beskrevs av Schmidt 1870. Desmacella vagabunda ingår i släktet Desmacella och familjen Desmacellidae. Inga underarter finns listade i Catalogue of Life.